# Rize of the Fenix
Rize of the Fenix è il terzo album della rock band statunitense Tenacious D, uscito il 15 maggio 2012. È il primo album dopo i sei anni trascorsi dall'uscita nel 2006 di The Pick of Destiny, disco contenente le canzoni del loro film Tenacious D e il destino del rock.

## Tracce[1]
1. Rize of the Fenix (Jack Black, Kyle Gass, John Kimbrough) - 5:53
2. Low Hangin' Fruit (Black, Gass) - 2:31
3. Classical Teacher (Black, Gass, J. D. Ryznar) - 3:23
4. Señorita (Black, Gass, Kimbrough) - 3:08
5. Deth Starr (Black, Gass) - 4:46
6. Roadie (Black, Gass) - 2:58
7. Flutes & Trombones (Black, Gass, Bob Odenkirk) - 1:28
8. Ballad of Hollywood Jack and the Rage Kage (Black, Gass) - 5:05
9. Throw Down (Black, Gass) - 2:56
10. Rock is Dead (Black, Gass) - 1:44
11. They F****d our A***s (Black, Gass) - 1:08
12. To Be the Best (Black, Gass) - 1:00
13. 39 (Black, Gass) - 5:16

## Formazione
Tenacious D
- Jack Black - voce, chitarra acustica ritmica
- Kyle Gass - chitarra acustica solista, seconda voce

Altri musicisti
- John Konesky - chitarra elettrica ritmica
- John Spiker - basso, pianoforte, organo, cori
- Dave Grohl - batteria

## Curiosità
- La fenice rappresentata nella copertina ha una forma fallica.